# Петроградский совет рабочих и солдатских депутатов
Петрогра́дский сове́т рабо́чих и солда́тских депута́тов (Петроградский совет, Петросовет) — коллегиальный представительный орган власти, сформированный явочным порядком в Петрограде в первые дни Февральской революции и претендовавший на высшую власть не только в Петрограде, но и во всей России. До созыва I Всероссийского съезда советов рабочих и солдатских депутатов (3 (16) июня — 24 июня (7 июля) 1917 года) Петросовет являлся всероссийским центром революционной демократии, органом революционно-демократической диктатуры пролетариата и крестьянства, опиравшимся на вооружённую силу — рабочую милицию и регулярные запасные полки Петроградского военного округа.
Непосредственным предшественником Петроградского совета явилась Рабочая группа Центрального военно-промышленного комитета (ЦВПК), созданная меньшевиками в ноябре 1915 года, хотя ещё в 1905 году, в дни первой русской революции, существовал Петербургский совет рабочих депутатов.

## Создание совета
В начале 1917 года Рабочая группа Центрального ВПК во главе с меньшевиком К. А. Гвоздевым поддержала организацию всеобщей забастовки в годовщину «Кровавого воскресенья (1905)». В конце января 1917 года Рабочая группа ЦВПК начала организовывать новую антиправительственную демонстрацию, приуроченную к открытию очередной сессии Госдумы; выпущенное ею воззвание требовало «решительного устранения самодержавного режима». Ответом властей был арест всех руководителей Рабочей группы в ночь с 26 января (8 февраля) на 27 января (9 февраля) 1917 года. Из тюрьмы их выпустили через месяц — в ходе вооружённого восстания части Петроградского гарнизона (начала Февральской революции): утром 27 февраля (12 марта) они были освобождены и вместе с революционными солдатами и рабочими прибыли в Таврический дворец (Госдума), где многие депутаты не подчинились царскому указу от 25 февраля о временной приостановке работы Думы, тем самым встав в оппозицию императору Николаю II.
Один из членов совета, меньшевик Б. О. Богданов, в газете «Южный Рабочий» зимой 1918 года опубликовал альтернативную версию формирования совета:

Пришли Суханов-Гиммер и Стеклов-Нахамкес, никем не выбранные, никем не уполномоченные, и объявили себя во главе этого ещё не существующего совета!

### Временный комитет Госдумы
В Полуциркульном зале Таврического дворца депутатами в тот день (27 февраля) был образован Временный комитет Государственной думы, который фактически стал выполнять обязанности верховной власти, сформировав Временное правительство.
Полное название «Комитет членов Государственной Думы для водворения порядка в столице и для сношения с лицами и учреждениями». Возглавил комитет октябрист М. В. Родзянко.

### Временный исполнительный комитет Совета рабочих депутатов
В другом помещении дворца в тот же день, совместно с членами меньшевистской фракции Думы, представителями других социалистических партий, деятелями легальных профсоюзов, кооперативов и других организаций, был образован Временный исполнительный комитет Совета рабочих депутатов — орган по созыву учредительного собрания Совета рабочих депутатов. В его состав вошли К. А. Гвоздев, Б. О. Богданов (меньшевики, лидеры рабочей группы ЦВПК), Н. С. Чхеидзе, М. И. Скобелев (депутаты Государственной думы от фракции меньшевиков), Н. Ю. Капелинский, К. С. Гриневич (Шехтер) (меньшевики-интернационалисты), Н. Д. Соколов (внефракционный социал-демократ), Х. М. Эрлих (Бунд).

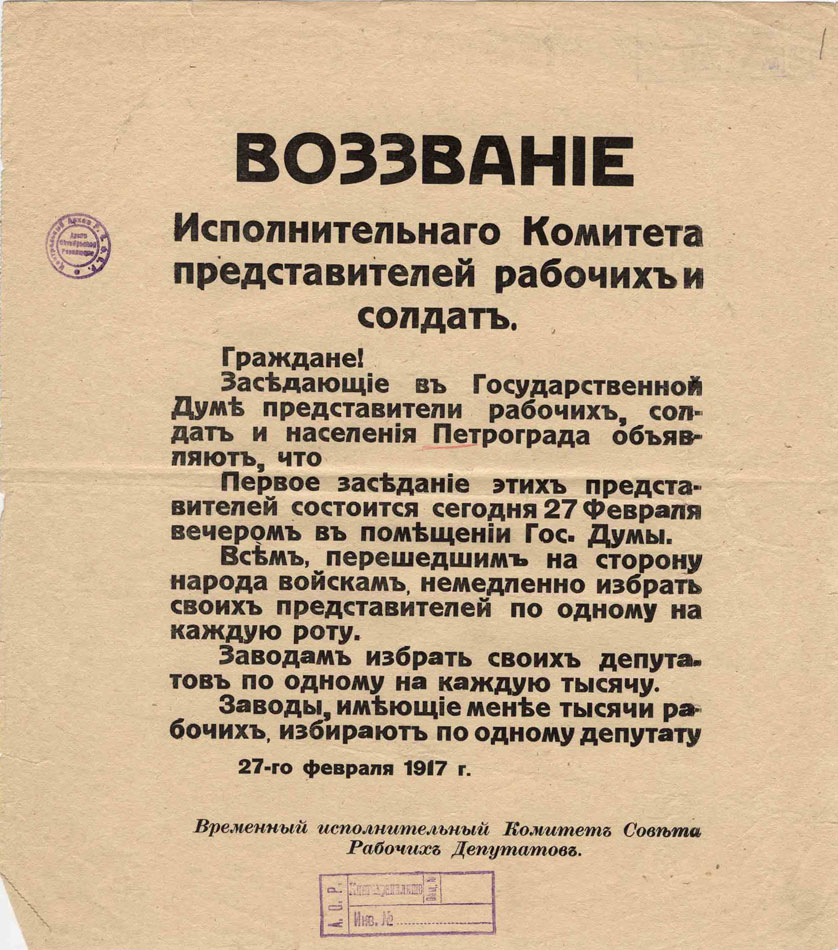
Воззвание Исполкома Петросовета. 27 февраля (12 марта) 1917

Большевиков в составе Временного исполкома не было. Сконцентрировав главные свои силы на улицах, Русское бюро ЦК и другие большевистские организации недооценили иные формы воздействия на развивавшееся движение и, в частности, упустили Таврический дворец, где сосредоточились деятели разных социалистических партий, которые и взяли в свои руки организацию Совета.

### Петроградский совет (Петросовет)
Временный исполком призвал рабочих избирать депутатов в Петроградский совет (по одному депутату на тысячу рабочих, но не менее одного депутата на каждый завод), а восставших солдат — избирать по одному своему представителю на каждую роту.
Первое (учредительное) заседание Петросовета открылось в Таврическом дворце 27 февраля (12 марта) в 9 часов вечера и закончилось в ночь на 28 февраля. На нём был избран первоначальный состав постоянного Исполнительного комитета и принято воззвание «К населению Петрограда и России», в котором говорилось:

Совет рабочих депутатов, заседающий в Государственной думе, ставит своей основной задачей организацию народных сил и борьбу за окончательное упрочение политической свободы и народного правления в России… 
Приглашаем всё население столицы немедленно сплотиться вокруг Совета, образовать местные комитеты в районах и взять в свои руки управление всеми местными делами. Все вместе, общими силами будем бороться за полное устранение старого правительства и созыв Учредительного собрания, избранного на основе всеобщего равного, прямого и тайного избирательного права.

Участники заседания одобрили предложение Русского бюро ЦК РСДРП об организации рабочей милиции.
Официальным печатным органом Петроградского совета стала газета «Извѣстія Петроградскаго Совѣта Рабочихъ Депутатовъ», которая начала выходить 28 февраля (13 марта).

### Постоянный Исполнительный комитет Петроградского совета
В первоначальный состав постоянного Исполкома Петросовета из 15 чел. вошло лишь 2 большевика — А. Г. Шляпников и П. А. Залуцкий. 28 февраля (13 марта) 1917 численность Исполкома была увеличена до 20 человек за счёт представителей от политических партий. 1 (14) марта 1917 в Исполком было избрано дополнительно 10 представителей от солдат и матросов, в том числе 2 большевика. В тот же день образованный из представителей Петроградского гарнизона Совет солдатских депутатов объединился с Советом рабочих депутатов. При этом количество представителей гарнизона намного превышало численность рабочих.  Так образовался единый Совет рабочих и солдатских депутатов. Ко 2 (15) марта 1917 марта Исполком состоял уже из 36 членов, среди которых было 7 большевиков.
Главой Исполкома Петроградского совета стал Н. С. Чхеидзе — лидер фракции социал-демократов-меньшевиков, член созданного тогда же Временного комитета Государственной думы. Товарищи председателя — меньшевик М. И. Скобелев и эсер А. Ф. Керенский (все трое — члены IV Государственной думы и масоны).
Чхеидзе и Керенский были назначены Петросоветом его представителями во Временном комитете Государственной думы. Тогда же были образованы первые комиссии Исполкома Совета — военная и продовольственная, которые установили тесное взаимодействие с соответствующими комиссиями Временного комитета Госдумы. К 3 (16) марта 1917 число комиссий увеличилось до одиннадцати. 17 (30) апреля 1917, после Всероссийского совещания Советов, на котором в состав Исполкома Петросовета было включено 16 представителей губернских Советов и фронтовых армейских частей, для ведения текущих дел было создано Бюро Исполкома.
9 (22) марта 1917 организационно оформилась большевистская фракция Петросовета (около 40 чел.).
| Члены первоначального состава Исполнительного комитета Петроградского совета рабочих депутатов | Члены первоначального состава Исполнительного комитета Петроградского совета рабочих депутатов | Члены первоначального состава Исполнительного комитета Петроградского совета рабочих депутатов |
| Ф. И. О.                                                                                       | Социальное положение на момент включения в состав Исполкома                                    | Партийная принадлежность                                                                       |
| ---------------------------------------------------------------------------------------------- | ---------------------------------------------------------------------------------------------- | ---------------------------------------------------------------------------------------------- |
| Чхеидзе, Николай Семёнович                                                                     | член Совета старейшин Государственной думы                                                     | РСДРП (меньшевик)                                                                              |
| Керенский, Александр Фёдорович                                                                 | член Совета старейшин Государственной думы                                                     | беспартийный                                                                                   |
| Скобелев, Матвей Иванович                                                                      | депутат Государственной думы                                                                   | РСДРП (меньшевик)                                                                              |
| Соколов, Николай Дмитриевич                                                                    | присяжный поверенный                                                                           | беспартийный                                                                                   |
| Гвоздев, Кузьма Антонович                                                                      | председатель рабочей группы Центрального военно-промышленного комитета                         | РСДРП (меньшевик)                                                                              |
| Шехтер (Гриневич), Константин Сергеевич                                                        | на партийной работе                                                                            | РСДРП (меньшевик)                                                                              |
| Шляпников, Александр Гаврилович                                                                | на партийной работе                                                                            | РСДРП (большевик)                                                                              |
| Залуцкий, Пётр Антонович                                                                       | на партийной работе                                                                            | РСДРП (большевик)                                                                              |
| Александрович, Вячеслав Александрович (Пётр Дмитриевский)                                      | на партийной работе                                                                            | ПСР(левый)                                                                                     |
| Стеклов (Нахамкес), Юрий Михайлович                                                            | журналист                                                                                      | РСДРП (меньшевик)                                                                              |
| Эрлих, Хенрих Моисеевич                                                                        |                                                                                                | Бунд                                                                                           |
| Богданов, Борис Осипович                                                                       |                                                                                                | РСДРП (меньшевик)                                                                              |
| Капелинский, Наум Юрьевич                                                                      | лидер рабочего кооперативного движения                                                         | РСДРП (меньшевик)                                                                              |
| Панков, Г. Г.                                                                                  | рабочий-металлист                                                                              | РСДРП (меньшевик)                                                                              |

Председатели Исполнительного комитета:
- Н. С. Чхеидзе (с 27 февраля (12 марта) 1917 года по 6 (19) сентября 1917 года)
- Л. Д. Троцкий (с 7 (20) сентября 1917 года по 13 (26) декабря 1917 года)
- Г. Е. Зиновьев (с 13 (26) декабря 1917 года по 26 марта 1926 года)

В различное время в исполком Петроградского совета входили: В. А. Анисимов (один из товарищей председателя), Н. Н. Гиммер-Суханов, М. И. Либер (Гольдман), Н. Д. Соколов (секретарь), Г. М. Эрлих, Ф. И. Дан, И. Г. Церетели, А. Р. Гоц, В. М. Чернов, И. И. Бунаков, В. М. Зензинов, В. А. Мякотин, А. В. Пешехонов, Л. М. Брамсон, С. Ф. Знаменский, В. Б. Станкевич, М. Ю. Козловский, В. Н. Филипповский, П. Е. Лазимир, Н. В. Чайковский, Н. В. Святицкий, К. К. Кротовский, В. М. Молотов (Скрябин), И. В. Джугашвили, И. И. Рамишвили, А. Н. Падерин, А. Д. Садовский, И. А. Кудрявцев, В. И. Баденко, Ф. Ф. Линде, П. И. Стучка, П. А. Красиков, А. П. Борисов, М. Г. Рафес (от партии Бунд), Вакуленко, Климчинский.

## Петросовет и Временное правительство. Первые действия

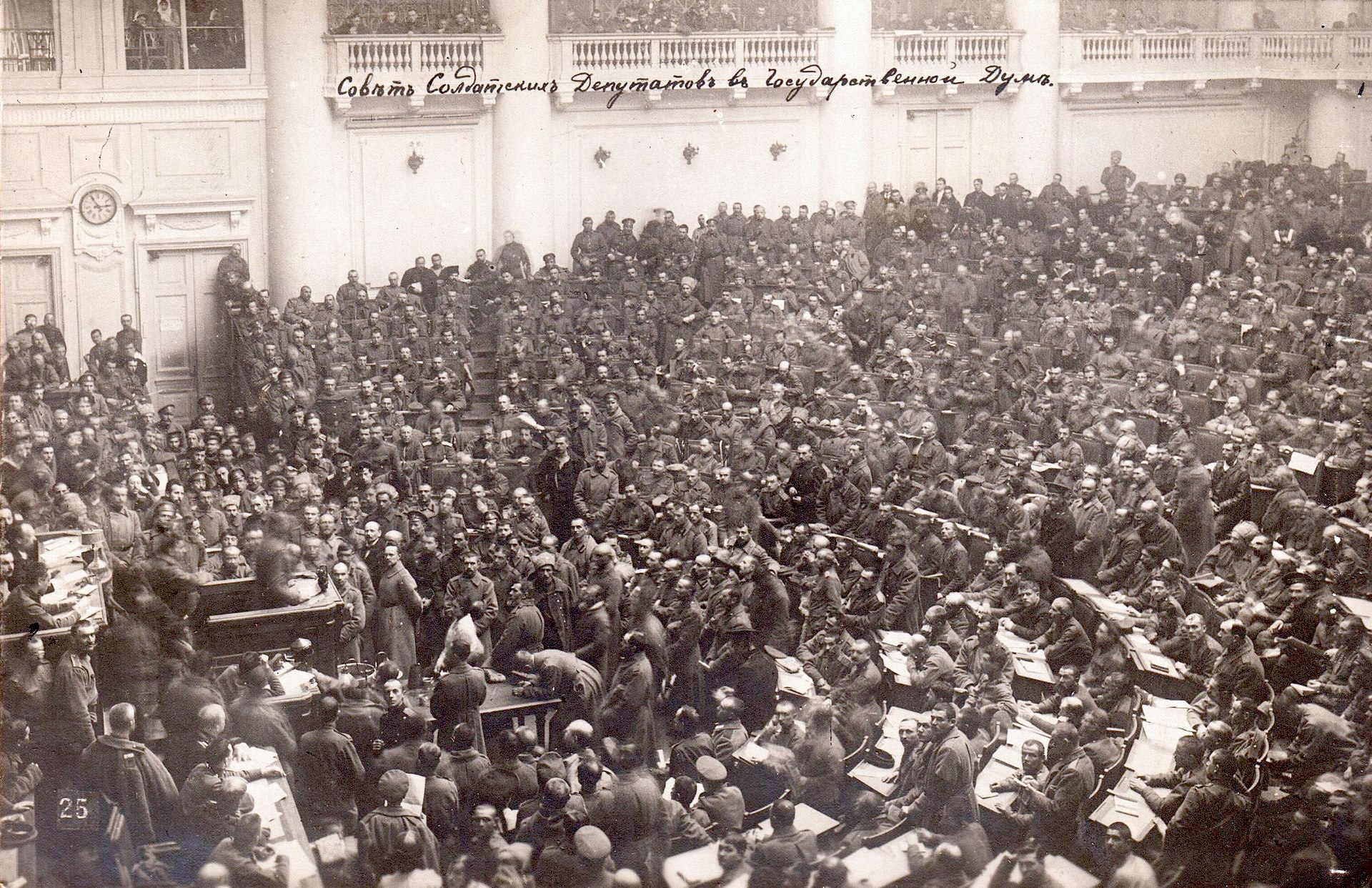
Совет Солдатских депутатов в Государственной думе

Уже днём 27 февраля (12 марта) Временный исполком Совета рабочих депутатов создал продовольственную комиссию, в состав которой вошли меньшевики В. Г. Громан, И. Д. Волков и деятели рабочих потребительских обществ. Комиссия установила контакты с Временным комитетом Государственной думы и в дальнейшем работала в составе «объединённого органа Совета и думского комитета». Наряду с выполнением утилитарной задачи налаживания продовольственного снабжения столицы меньшевистское руководство Временного исполкома таким образом преследовало и политические цели — подготовку передачи власти буржуазии. Создание объединённой продовольственной комиссии облегчило достижение соглашения между Исполкомом Совета и думским комитетом об образовании Временного правительства.
Вечером 27 февраля (12 марта) Временный исполком Совета рабочих депутатов создал первоначальное ядро военной комиссии в виде повстанческого штаба. В его состав были приглашены подполковник, сотрудник Военной академии левый эсер С. Д. Мстиславский (Масловский) и старший лейтенант флота эсер В. Н. Филипповский. Первому поручалось руководство военными действиями повстанческих сил, второму — выполнение обязанностей коменданта Таврического дворца. Кроме них, в штабе работали чиновник артиллерийского ведомства инженер П. И. Пальчинский, офицер эсер М. М. Добраницкий и другие офицеры, преимущественно прапорщики. После избрания постоянного Исполкома Петросовета в состав повстанческого штаба, получившего название военной комиссии, вошли Чхеидзе, Скобелев, Керенский и другие члены Исполкома. В ночь на 28 февраля аналогичный военный орган под названием Военная комиссия (Военный комитет) был создан и Временным комитетом Государственной думы. Думская военная комиссия, которую возглавил полковник Б. А. Энгельгардт, ставила своей задачей политически и организационно подчинить себе войска гарнизона. Тем не менее эсеро-меньшевистское руководство Петросовета пошло на слияние советской и думской комиссий. В объединённой комиссии, председателем которой стал Энгельгардт, преобладание получили ставленники думского комитета. В ночь на 28 февраля (13 марта) М. В. Родзянко подписал подготовленный Энгельгардтом приказ по войскам Петроградского гарнизона, который гласил:

1) Всем отдельным нижним чинам и воинским частям немедленно возвратиться в свои казармы;
2) всем офицерским чинам возвратиться к своим частям и принять все меры к водворению порядка;
3) командирам частей прибыть в Государственную думу для получения распоряжений в 11 час. утра 28 февраля.

1 (14) марта 1917 года военную комиссию возглавил будущий военный и морской министр формировавшегося Временного правительства октябрист А. И. Гучков. В результате комиссия стала играть роль одного из центров, вокруг которого группировалось антидемократически настроенное офицерство. После принятия Приказа № 1 (см. ниже) она уже не имела реальной власти над гарнизоном.
28 февраля (13 марта) Исполком Петросовета обратился к солдатам с призывом «подчиняться распоряжениям Военной комиссии Временного комитета Государственной думы и назначенных ею начальников», но вместе с тем призвал все войсковые части «немедленно избрать от каждого полка по одному представителю в Совет рабочих депутатов для создания единой сплочённой воли всех слоёв рабочего класса. Каждый солдат должен проявлять активный интерес к происходящим событиям и прилагать все усилия к тому, чтобы никто не мог предпринимать действий, противоречащих интересам народа».
На вечернем заседании Петросовета 1 (14) марта произошло объединение Совета рабочих депутатов и образованного из представителей Петроградского гарнизона Совета солдатских депутатов и расширение Исполкома Совета за счёт доизбрания 10 представителей от солдат и матросов. На обсуждение заседания объединённого Совета был поставлен вопрос о действиях Временного комитета Государственной думы по отношению к гарнизону Петрограда, вызвавших тревогу у депутатов Совета, поскольку рассматривались ими как попытка возвращения «старых порядков». Поздно вечером по итогам обсуждения был принят Приказ №1, суммировавший требования солдатских представителей. Приказом предписывалось создать в воинских частях выборные комитеты из представителей нижних чинов. Главным в Приказе № 1 было положение, согласно которому во всех политических выступлениях воинские части подчинялись теперь не офицерам, а своим выборным комитетам и Совету. В приказе предусматривалось, что всё оружие войсковых частей передаётся в распоряжение и под контроль солдатских комитетов. С принятием Приказа № 1 в Русской армии был нарушен основополагающий для любой армии принцип единоначалия; в результате произошло резкое падение дисциплины и боеспособности, что в конечном итоге способствовало её развалу.
В полночь началось совместное заседание Временного комитета Госдумы, ЦК кадетской партии, Бюро Прогрессивного блока и Исполкома Петросовета, на котором стороны попытались урегулировать свои, уже тогда возникшие, разногласия. По сведениям А. И. Спиридовича, основным поводом для распрей стала судьба «контрреволюционных» офицеров, за которых заступались представители Думы. Ричард Пайпс также указывает, что возглавившему делегацию Думы монархисту Милюкову удалось убедить членов Совета отказаться от введения выборности офицеров и немедленного учреждения республики. Кроме этого, формируемое Временное правительство обязывалось объявить политическую амнистию, обеспечить демократические свободы всем гражданам, отменить сословные, вероисповедные и национальные ограничения, заменить полицию народной милицией, подчинённой органам местного самоуправления, начать подготовку к выборам в Учредительное собрание и в органы местного самоуправления на основе всеобщего, равного, прямого и тайного голосования, не разоружать и не выводить из Петрограда воинские части, принимавшие участие в революционном движении. Петросовет, в свою очередь, обязывался осудить разного рода бесчинства и хищения имущества, бесцельный захват общественных учреждений, враждебное отношение солдат к офицерству, призвать солдат и офицеров к сотрудничеству. Аграрный вопрос и вопрос о войне на том заседании не поднимались. В само Временное правительство Исполком Петросовета, обсуждавший этот вопрос на заседании, предшествовавшем переговорам с думским комитетом, решил не входить. А. Ф. Керенский, однако, не подчинился этому решению и принял пост министра юстиции, получив согласие Петросовета уже на следующий день, задним числом.
2 (15) марта 1917 года Петросовет официально передал государственную власть Временному правительству, несмотря на протесты находившихся в меньшинстве большевиков. Для координации деятельности Петросовета и Временного правительства, а также контроля за правительством была создана Контактная комиссия Исполкома Петросовета, просуществовавшая до апрельского кризиса. Комиссия заседала в том же здании, что и правительство, значительная часть её пожеланий удовлетворялась Временным правительством, в том числе практически по всем важным вопросам. Это послужило основой для постепенно складывавшегося в стране двоевластия и мирного развития революции в период с февраля по начало июля 1917 г.
3 (16) марта 1917 года в газете «Известия» были опубликованы «Обращение Исполкома Петросовета к гражданам в связи с созданием Временного правительства» и «Обращение Исполнительного комитета к солдатам и рабочим по поводу призывов к насилию над офицерами», в которых было объявлено об условной поддержке Временного правительства «в той мере, в какой нарождающаяся власть будет действовать в направлении осуществления … обязательств и решительной борьбы со старой властью». Исполком таким образом выполнил свои обещания об осуждении бесчинств, вражды к офицерам и о необходимости сотрудничества офицеров и солдат.
6 (19) марта 1917 года Исполком Петросовета обнародовал — в разъяснение и дополнение Приказа № 1 — скреплённый председателем военной комиссии Временного правительства Приказ № 2, которым, оставляя в силе все основные положения, установленные Приказом № 1, разъяснил, что Совет рабочих и солдатских депутатов является руководящим органом для петроградских солдат только в части общественно-политической жизни, а в части несения военной службы солдаты обязаны подчиняться военным властям. На будущее отменялся принцип выборности офицеров (начальников), при этом все произведённые уже выборы офицеров оставались в силе и солдатские комитеты получали право возражать против назначения начальников.
А. И. Гучков, безуспешно пытавшийся добиться от Петросовета отмены Приказа № 1 либо, по крайней мере, распространения его действия только на тыловые части, 9 (22) марта в своей телеграмме генералу Алексееву так описал возникшую систему двоевластия:

Врем. правительство не располагает какой-либо реальной властью, и его распоряжения осуществляются лишь в тех размерах, кои допускает Совет раб. и солд. депутатов, который располагает важнейшими элементами реальной власти, так как войска, железные дороги, почта и телеграф в его руках. Можно прямо сказать, что Врем. правительство существует, лишь пока это допускается Советом раб. и солд. депутатов. В частности, по военному ведомству ныне представляется возможным отдавать лишь те распоряжения, которые не идут коренным образом вразрез с постановлениями вышеназванного Совета.

## Укрепление и расширение власти. Петросовет как противовес Временному правительству
Как показали дальнейшие события, роль Петросовета не ограничилась осуществлением одного лишь контроля над деятельностью Временного правительства. В частности, с первых же дней Исполком Петросовета взял на себя разрешительные функции в отношении средств информации (телеграфа, почты, газет).
10 (23) марта 1917 года между Петросоветом и Петроградским обществом фабрикантов и заводчиков было заключено соглашение о формировании фабзавкомов и о введении 8-часового рабочего дня.
Реальная власть Петросовета фактически сосредоточилась в руках его Исполкома, члены которого были назначены социалистическими партиями, представленными в Петросовете. Историк Ричард Пайпс характеризовал Петросовет как «слоистую структуру»: «сверху — выступающий от имени Совета орган, состоящий из социалистов-интеллигентов, оформленный в Исполнительный комитет, снизу — неуправляемый сельский сход».
В течение первого месяца Петросовет осуществлял свою деятельность в рамках столицы, однако на проходившем на рубеже марта—апреля 1917 года Всероссийском совещании Советов в состав Исполкома Петросовета было включено 16 представителей губернских Советов и фронтовых армейских частей, что расширило его полномочия на всю страну вплоть до созыва Первого Всероссийского съезда рабочих и солдатских депутатов.
Первоначально у руководства Петросовета не было намерения создавать в лице Советов альтернативную структуру власти. Эсеры и меньшевики считали Советы всего лишь способом поддержать новое правительство снизу, поэтому они координировали свою деятельность с Временным правительством. Так, постановив арестовать царскую семью, Исполком запросил Временное правительство, как оно отнесётся к этому аресту. Постепенно, однако, Советы превратились в противовес Временному правительству. Почувствовав эту тенденцию, лидер большевиков В. И. Ленин, вернувшийся из эмиграции 3 (16) апреля 1917, в своих «Апрельских тезисах» выдвинул идею передачи Советам всей полноты власти и лозунг «Вся власть Советам!», характеризуя систему Советов как новый тип государства. Но большинство Петросовета — меньшевики и эсеры — расценило этот лозунг как экстремистский, будучи уверенным в необходимости коалиции с буржуазией и преждевременности социализма. С возвращением Ленина в Россию начинается быстрое выделение и обособление большевистского крыла из мартовского общего фронта революционной демократии.
15 (28) марта 1917 газета «Известия Петроградского совета рабочих и солдатских депутатов» опубликовала Манифест Петроградского совета «К народам мира», в котором декларировались основные принципы политики Советов по вопросам войны и мира. Эти принципы были сформулированы довольно расплывчато, в форме воззвания, и поэтому не противоречили ни чаяниям широких народных масс, ни нечётко сформулированному внешнеполитическому курсу многих партийных течений, представленных в Петроградском совете, а кроме того, позволяли интерпретировать его в выгодном для них направлении.
Исполком Петросовета от имени «российской демократии» обещал «всеми мерами противодействовать захватной политике своих господствующих классов» и призывал народы Европы к совместным выступлениям в пользу мира. Несомненно, этот документ предназначался как для внешнего, так и для внутреннего пользования. Российская демократия акцентировала внимание европейской демократии на том, что с падением самодержавия исчез главный фактор шовинистической пропаганды держав центрального блока — «русская угроза», — и предлагала германским социалистам сбросить свой собственный монархический режим. Вместе с тем Манифест предупреждал, и это не могло не импонировать «оборонцам» (сторонникам курса на продолжение участия России в мировой войне), что: «Мы будем стойко защищать нашу собственную свободу от всяких реакционных посягательств, как изнутри, так и извне. Русская революция не отступит перед штыками завоевателей и не позволит раздавить себя внешней военной силой».
В конце марта между Исполкомом Петросовета и Временным правительством вспыхнул конфликт, связанный с противоречиями между принятым Исполкомом Манифестом «К народам мира», где осуждалась захватническая политика воюющих стран, и заявлением министра иностранных дел П. Н. Милюкова прессе о целях войны с точки зрения правительства, в котором говорилось о присоединении Галиции и обретении Константинополя, а также проливов Босфора и Дарданеллы. Завершился он публикацией 27 марта (9 апреля) 1917 компромиссного официального заявления Временного правительства о целях войны. Месяц спустя, однако, новый спор о целях войны послужил причиной политического кризиса.
29 марта (11 апреля) — 3 (16) апреля в Петрограде прошло организованное Петросоветом Всероссийское совещание Советов, ставшее первым значительным шагом в оформлении стихийно возникших в ходе Февральской революции Советов в единую всероссийскую систему. На Совещании был избран новый состав Исполкома Петросовета, который стал высшим советским органом власти вплоть до созыва I Всероссийского съезда Советов рабочих и солдатских депутатов. В своей резолюции делегаты одобрили курс на продолжение участия России в мировой войне («оборончество»), поддержав по этому вопросу политику Временного правительства при условии «отказа от захватных стремлений».
Массовые демонстрации 20 апреля (3 мая) и 21 апреля (4 мая) поставили Петросовет перед необходимостью выразить своё отношение к государственной власти в стране. В дни апрельского кризиса он имел полную возможность мирно отстранить от власти буржуазное Временное правительство и взять всю власть в свои руки. Однако представления российских меньшевиков, преобладавших в эти дни в руководстве Исполкома Совета, не позволяли им этого сделать. В то же время и полностью уклониться от ответственности за состояние власти в стране Совет не мог. В результате получила поддержку идея образования правительственной коалиции между буржуазными партиями и социалистическими партиями большинства Петросовета. 5 (18) мая первое коалиционное правительство было создано, и позиция Совета в целом по отношению к Временному правительству изменилась. Период прямого противостояния двух властей закончился, сменившись новым периодом — непосредственного сотрудничества. Период с начала мая по конец августа характеризуется поддержкой Петроградским Советом в лице его лидеров из партий эсеров и меньшевиков принципа коалиции с буржуазией, соглашательской политики. Совет поддерживает программу первого коалиционного правительства, активно участвует в созыве Первого Всероссийского съезда Советов.

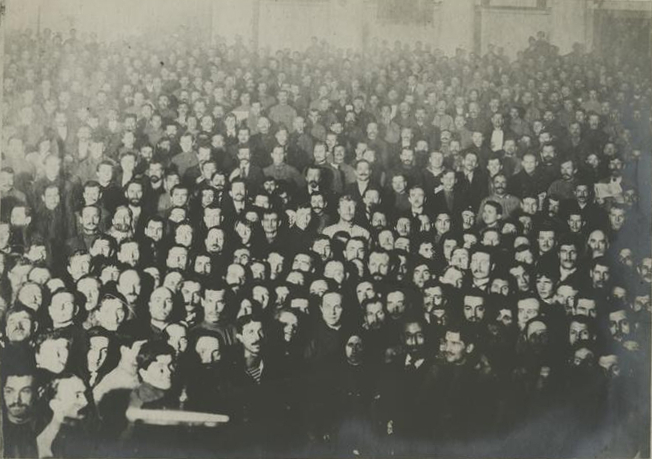
Делегаты Петросовета в ноябре 1917 г. В центре — Мария Спиридонова

Большую тревогу в Петросовете вызвал так называемый Кронштадтский инцидент — начался он с того, что 17 (30) мая (по другим данным, 16 (29) мая) Кронштадтский Совет объявил себя единственной властью в городе, заявил о непризнании им Временного правительства и о намерении впредь иметь дело только с Петроградским Советом. 21 мая (3 июня) в Кронштадт отправилась делегация Петросовета во главе с его председателем Н. С. Чхеидзе. Поездка, однако, не разрешила конфликта. 22 мая (4 июня) Петроградский Совет на своём заседании обсуждал этот вопрос, но голосование по подготовленной резолюции было отложено. Следующий шаг был предпринят Временным правительством: в Кронштадт были направлены министр почт и телеграфа И. Г. Церетели и министр труда М. И. Скобелев — оба они были не только министрами, но и играли заметную роль в Петросовете. В ходе поездки было достигнуто компромиссное соглашение, но после их отъезда Кронштадтский Совет вновь вернулся к старой позиции. 26 мая (8 июня) состоялось заседание Петросовета, на котором члены исполкома и министры-социалисты подвергли кронштадтцев жестокой критике «за коварство, двоедушие и измену своим обязательствам». Принятая в результате обсуждения резолюция была довольно жёсткой и требовала безусловного подчинения Временному правительству.
После образования на I Всероссийском съезде Советов (прошёл с 3 (16) июня по 24 июня (7 июля) 1917 года) Всероссийского Центрального исполнительного комитета Советов рабочих и солдатских депутатов (ВЦИК) исполком Петросовета вошёл в его состав, деятельность секций и отделов ВЦИК (иногородний, военный, экономический, аграрный, продовольственный, железнодорожный, юридический и др.) была тесно связана с работой комиссий и отделов Петросовета. С началом работы съезда роль и политическое значение Петроградского совета постепенно отходят на второй план. В июне 1917 г. исполком Петросовета образовал Городской отдел Бюро ВЦИК, руководивший преимущественно деятельностью петроградского пролетариата и гарнизона.

## Большевизация Совета
9 (22) марта, когда организационно оформилась большевистская фракция Петросовета, она насчитывала лишь около 40 человек. Учитывая преобладание в Совете меньшевиков и эсеров, ЦК РСДРП(б) призвал партийные организации Петрограда добиваться досрочных перевыборов депутатов. 7 (20) мая в «Правде» был опубликован проект наказа большевистским депутатам, избираемым в Советы. Даже частичные перевыборы заметно изменили соотношение сил в Петросовете. К началу июля большевистская фракция насчитывала около 400 чел. Большевики получили преобладание в рабочей секции Совета, но солдатская секция всё так же продолжала следовать за эсеровскими вождями. Всё это определило большие колебания в политической линии Петроградского совета в июле—августе.
Коренной перелом в политическом составе Петросовета произошёл в конце августа — начале сентября. Падение Риги (21 августа (3 сентября) 1917 года) и мятеж генерала Корнилова привели к «полевению» настроений большинства беспартийных делегатов Совета. В дни Корниловского выступления при Петросовете для организации обороны столицы был создан первый Военно-революционный комитет; после ликвидации мятежа этот комитет был распущен.
Воспользовавшись провалом Корниловского выступления (28 августа (10 сентября) 1917 года) и последовавшим политическим кризисом большевикам удалось на вечернем заседании 31 августа (13 сентября) 1917 года провести свою резолюцию «О власти», которая требовала передачу всей власти в России Советам. Впервые за всю историю Петроградского совета при голосовании по кардинальному вопросу большевистская партия получила большинство депутатских голосов. Пытаясь помешать большевизации Петросовета, его эсеро-меньшевистский Президиум — Н. С. Чхеидзе, А. Р. Гоц, Ф. И. Дан, И. Г. Церетели, В. М. Чернов — подал в отставку, что привело 9 (22) сентября 1917 года к избранию главой Петросовета Льва Троцкого, незадолго до этого выпущенного из «Крестов». 25 сентября (8 октября) 1917 года состоялись перевыборы исполкома Петросовета. По рабочей секции за большевиков проголосовало 230 депутатов, за эсеров и меньшевиков — 156. К началу ноября большевики располагали до 90 % голосов в Петроградском совете.
Требование большинства депутатов Петросовета 31 августа о передаче всей власти в России Советам положило начало быстрому процессу большевизации Петроградского Совета рабочих и солдатских депутатов. Вновь возникла обстановка, напоминающая дни первых месяцев двоевластия, противостояния Совета и правительства. Однако теперь Совет поддерживал в основном только одну партию из бывшего единого фронта революционной демократии. Остальные партии — меньшевиков, социалистов-революционеров, народных социалистов, которые выступали за власть коалиционного правительства, возглавляемое А. Ф. Керенским — поддерживались меньшинством депутатов.
Опираясь на твёрдое большинство своих сторонников в Петросовете, большевики смогли, несмотря на противодействие ВЦИК, созвать II Всероссийский съезд Советов рабочих и солдатских депутатов и организовать октябрьское вооружённое восстание.
В преддверии II Съезда большевистский Петросовет организовал областной съезд, I Съезд Советов Северной области, в которую был включён Петроград и Балтфлот. Съезд прошёл 11—13 (24—26) октября 1917 года в Петрограде и характеризовался резким преобладанием радикальных социалистов: из 94 делегатов съезда насчитывалось 51 большевик и 24 левых эсера
. Северный областной комитет, избранный на съезде в составе 11 большевиков и 6 левых эсеров, развернул бурную деятельность по подготовке II Всероссийского съезда. 16 октября от имени большевистских Петросовета, Моссовета и Съезда Советов Северной области были разосланы телеграммы Советам на местах с предложением прислать своих делегатов на Съезд к 20 октября. Эта деятельность проходила на фоне нежелания меньшевиков и правых эсеров вообще созывать этот Съезд, как фактически предрешающий волю Учредительного собрания по вопросу о власти в стране.

### Петроградский ВРК
9 (22) октября, когда германские войска, завладев Рижским заливом, приблизились к столице на опасное расстояние, правые социалисты (меньшевики и эсеры) внесли в Исполком Петросовета предложение создать Комитет революционной обороны для защиты столицы — теперь уже от немцев; комитет был призван привлечь к активному участию в обороне Петрограда столичных рабочих. Большевики поддержали предложение, увидев в нём возможность легализовать Красную гвардию. 16 (29) октября пленум Петроградского совета принял предложенную председателем Совета Л. Д. Троцким резолюцию о создании Военно-революционного комитета — как было заявлено, для защиты революции от «открыто подготавливающейся атаки военных и штатских корниловцев». Фактически ВРК стал легальным штабом Октябрьского вооружённого восстания.
Подобно тому, как Приказ № 1 в ночь на 2 (15) марта отдал во власть Петроградского совета весь столичный гарнизон, решения Совета от 9 (22) и 16 (29) октября о создании Военно-революционного комитета снова позволили ему установить контроль за вооружёнными силами города. Этот новый конфликт уже не мог разрешиться мирно, поскольку Керенский и поддерживавшие его партии отказывались от компромисса с большевиками, от всякого диалога. Петроградский совет шел к восстанию под большевистским лозунгом «Вся власть Советам!».
В состав ВРК входило несколько десятков человек — большевиков, левых эсеров и анархистов. В соответствии с утверждённым Петросоветом Положением о ВРК в его состав вошли представители ЦК и петроградских и военных партийных организаций партий левых эсеров и большевиков, делегаты президиума и солдатской секции Петросовета, представители штаба Красной гвардии, Центробалта и Центрофлота, фабзавкомов и т. д. Положение о ВРК также провозгласило, что этому органу подчиняются все представители большевиков и левых эсеров, все красногвардейцы, солдаты Петроградского гарнизона и матросы Балтийского флота.
21 октября (3 ноября) собрание представителей полковых комитетов Петроградского гарнизона признало Петросовет единственной властью в городе, после чего ВРК начал назначать своих комиссаров в воинские части, на склады оружия и боеприпасов, на заводы и железные дороги, заменяя комиссаров Временного правительства. 23 октября (5 ноября) председатель Петросовета Троцкий лично «распрогандировал» последнюю колеблющуюся часть гарнизона — Петропавловскую крепость. К 24 октября (6 ноября) комиссары ВРК были назначены на все основные стратегические объекты столицы. Без их разрешения распоряжения Временного правительства и штаба Петроградского военного округа не исполнялись.
К утру 25 октября (7 ноября) почти весь город находился под контролем ВРК. В тот же день в воззвании «К гражданам России!», написанном В. И. Лениным, ВРК объявил, что Временное правительство низложено и государственная власть перешла в его руки. Был создан полевой штаб ВРК, который в ночь на 26 октября (8 ноября) осуществил операцию по занятию Зимнего дворца и аресту Временного правительства.

## В годы Гражданской войны
После победы вооружённого восстания Петросовет стал высшей властью в городе. 17 (30) ноября 1917 года при Исполкоме Петросовета были созданы отделы, ведавшие различными отраслями городского хозяйства.
С 25 февраля 1918 года в связи с объединением Советов рабочих и солдатских депутатов с Советами крестьянских депутатов Петросовет стал называться Петроградским советом рабочих, крестьянских и солдатских депутатов, а с 16 апреля 1918 года — Петроградским советом рабочих, крестьянских и красноармейских депутатов.
После переезда советского правительства в Москву в марте 1918 года система органов власти Петрограда изменилась. 10 марта президиум Петросовета принял решение о создании Совета комиссаров Петроградской трудовой коммуны (ПТК). Его состав был утверждён пленумом Петросовета 13 марта 1918 года. Фактически Совет комиссаров заменил Исполком, хотя последний и не был распущен. Петросовет объявлялся «верховным органом местной власти», в то время как Совет комиссаров коммуны был ответствен перед ним и его Исполкомом. Отделы Петросовета объединились с соответствующими комиссариатами Петроградской трудовой коммуны (просвещения, финансов, агитации и печати, городского хозяйства, юстиции, продовольствия, по военному округу, по делам народного хозяйства, социальной помощи, путей сообщения).
После образования 29 апреля 1918 года Союза коммун Северной области Совет комиссаров ПТК, его комиссариаты были реорганизованы в аналогичные органы СКСО.
В феврале 1919 года СКСО был упразднён, Петросовет был восстановлен, при этом структура Петросовета изменилась: на базе бывших комиссариатов СКСО были образованы 12 отраслевых отделов, число которых к осени 1919 г. увеличилось до пятнадцати.
В годы Гражданской войны Петросовет осуществлял снабжение города топливом и продовольствием, вёл борьбу с эпидемиями, после войны занимался восстановлением городского хозяйства и промышленности.
2 августа 1920 года X съезд Советов Петроградской губернии принял решение о слиянии исполкома Петросовета и губернского исполкома. Высшим органом местного управления стал губернский съезд Советов рабочих, крестьянских и красноармейских депутатов, который созывался 2 раза в год. Петросовет оставался высшим органом местной власти в Петрограде. Высшим органом исполнительной власти и в городе, и в губернии являлся губисполком, который в период между губернскими съездами Советов подчинялся Петросовету.
По решению II Всесоюзного съезда Советов от 26 января 1924 года Петроград был переименован в Ленинград, и Петросовет стал именоваться Ленинградским Советом рабочих, крестьянских и красноармейских депутатов (Ленсоветом).